# Die sich in Fetzen schießen
Die sich in Fetzen schießen (Originaltitel: Dio non paga il sabato) ist ein Italowestern aus dem Jahr 1967. Tanio Boccia inszenierte die Produktion mit dem US-Amerikaner Rodd Dana in der Hauptrolle, der als Robert Mark firmierte. Erst Jahre nach seiner Entstehung, am 15. Oktober 1971, fand die deutschsprachige Erstaufführung statt.

## Handlung
Als der Bandit Braddock gehängt werden soll, wird er von einer Gruppe Bewaffneter befreit. Nach erfolgreicher Flucht tötet Braddock die Helfershelfer. Er überfällt mit Lester, Randall sowie seiner Freundin Shelley, die allesamt zu seiner Bande gehören, eine Postkutsche und versteckt sich, nachdem sie Randall schwer verletzt seinem Schicksal überlassen haben, mit einer gestohlenen Geldkiste in einer Geisterstadt. Eine alte Frau, Molly Verner, die in der Geisterstadt haust, beobachtet sie beim Verstecken des Diebesgutes.
Als der rätselhafte Benny Hudson und die von ihm hilflos in der Wüste gefundene Mary zu der Gruppe stoßen, werden sie zunächst zum Spielball diverser Besessenheiten. Hudson wird gefoltert, da die Banditen eine größere Gruppe Leute hinter den beiden vermuten. Hudson gelingt es, sich und die alte Frau zu befreien. Sie verbünden sich gegen die Bande. Nunmehr stößt auch der zurückgelassene und inzwischen genesene Randall hinzu, der Braddock aus Rache eigenhändig tötet. Nach vielen weiteren Auseinandersetzungen verlassen Hudson und Mary als einzige Überlebende die Geisterstadt, die mitsamt dem versteckten Geld und Gold in Flammen aufgeht.

## Kritik
„Immerhin bietet das Drehbuch dem Regisseur Gelegenheit zu einigen intensiven Exkursionen in spinnenüberwucherten Abbruchhäusern, was den Film (der ansonsten recht statisch angelegt ist) für Boccia-Verhältnisse optisch relativ ansprechend macht“, schreibt Christian Keßler. Das Lexikon des internationalen Films urteilte: „Italowestern mit ausgespieltem Sadismus gegenüber wehrlosen Opfern.“

## Bemerkungen
Das Filmlied „The Price of Gold“ interpretiert Roberto Matano.
Nach demselben Drehbuch entstand 1970 der psychedelisch beeinflusste Film Willkommen in der Hölle.